# Летиція Рамоліно
Марі́я Лети́ція Рамолі́но (фр. Maria Letizia Ramolino, 24 серпня 1750 року, Аяччо — 2 лютого 1836 року, Рим) — мати Наполеона Бонапарта.

## Біографія

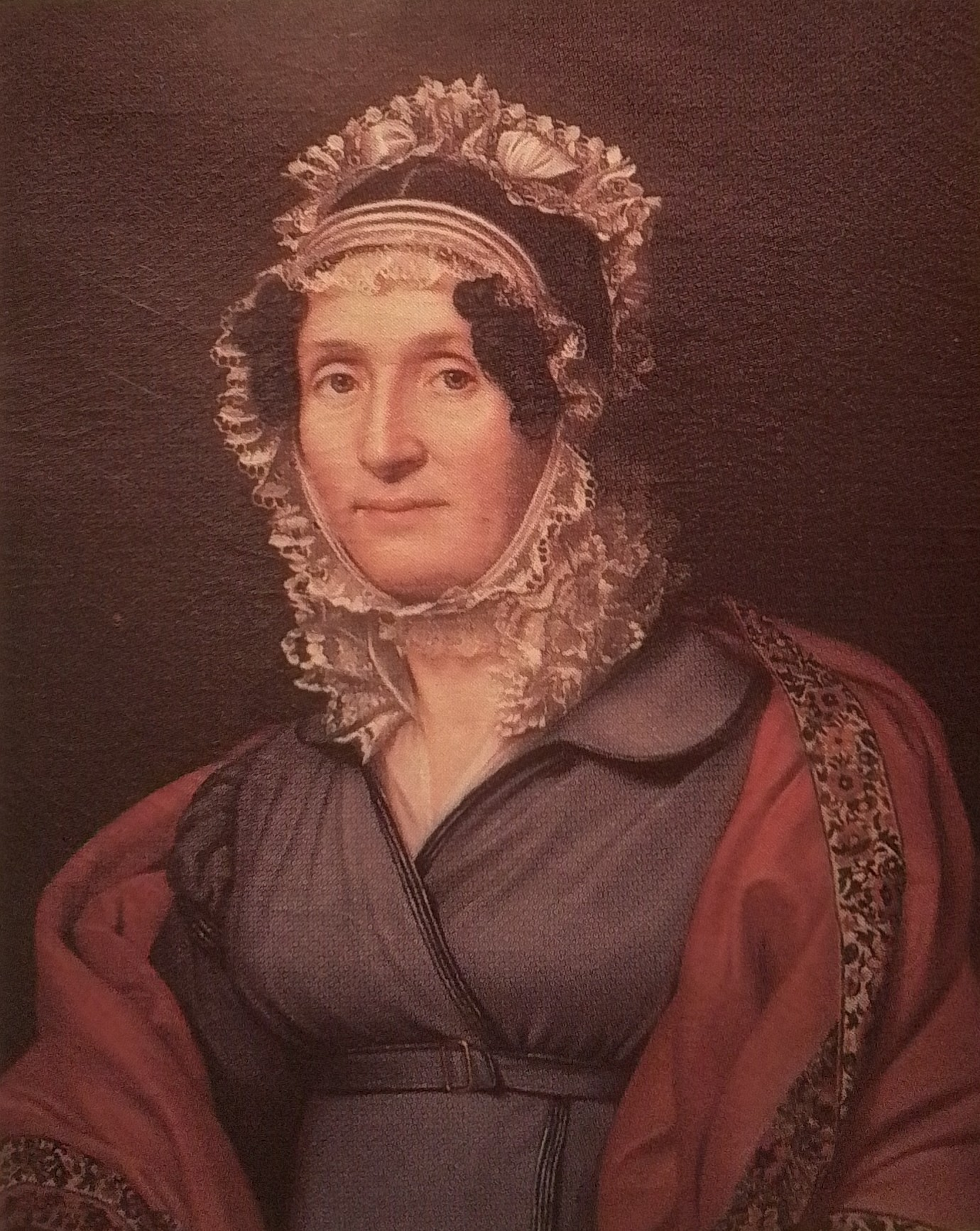
Портрет Летиція Рамоліно, 1811 pik

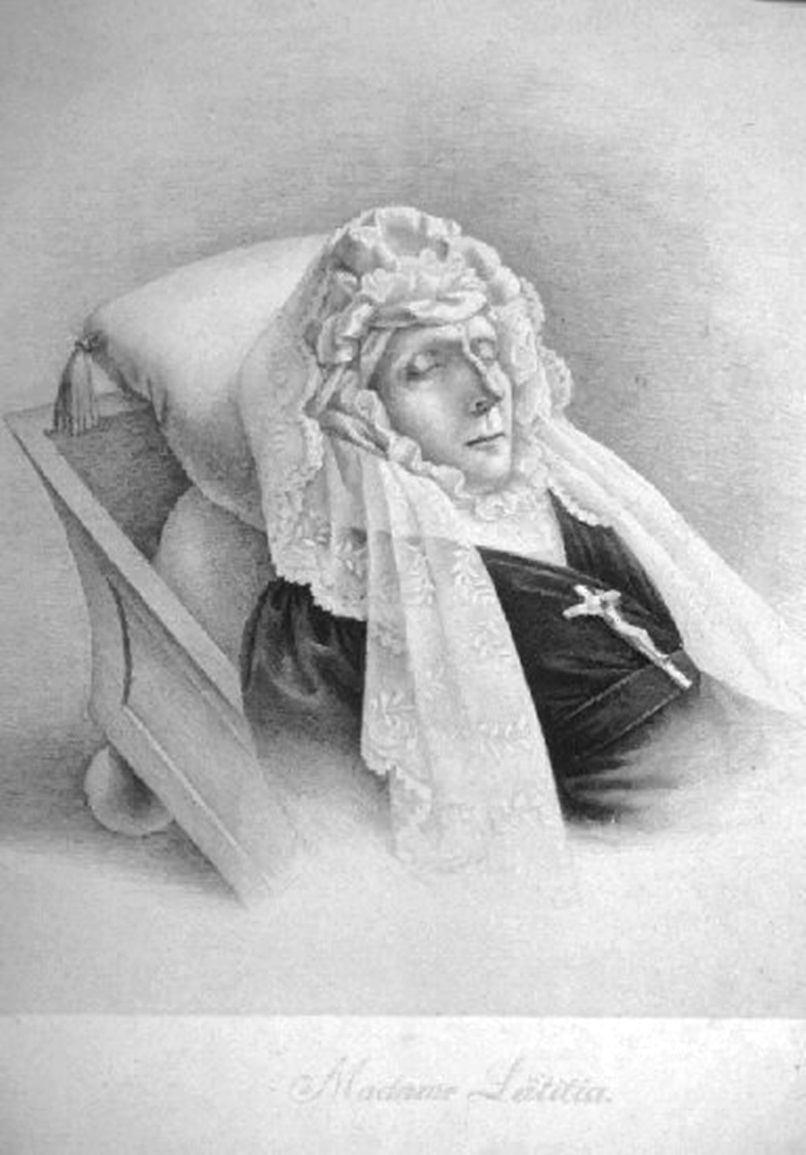
Портрет Летиції Рамоліно на смертному одрі

Уродженка Аяччо, Летиція походила з благородного сімейства генуезького походження. У 14 років була видана заміж за юриста Карло Буонапарте. У них народилося 13 дітей, з яких до зрілого віку дожили 5 синів і три дочки:
- Жозеф Бонапарт (1768—1844), король Іспанії
- Наполеон I Бонапарт (1769—1821), імператор Франції
- Люсьєн Бонапарт (1775—1840), князь Каніно та Музіньяно.
- Еліза Бонапарт (1777—1820), велика герцогиня Тосканська.
- Луї Бонапарт (1778—1846), король Голландії.
- Поліна Бонапарт (1780—1825), герцогиня Ґвасталли.
- Кароліна Бонапарт (1782—1839), велика герцогиня Клевська.
- Жером Бонапарт (1784—1860), король Вестфалії.
- також ще 5 дітей померли в дитинстві.

У 1769 році Корсика перейшла під контроль Франції, проте Летиція так і не вивчила французької мови. У 1785 році овдовіла і через вісім років змушена була з дітьми перебратися на материк, в Марсель.
Після коронації Наполеон (на якій вона не була присутня)  подарував Летиції титул «Мадам Мати Імператора» (фр. Madame Mère de l'Empereur) і подарував маєток Пон-сюр-Сен під Парижем. Незважаючи на величезні статки, Мадам-мати жила на межі бідності й вирізнялася скупістю. Французькими державними справами не цікавилася і рідко бувала при дворі.
Після повалення імператора-сина втекла з братом, кардиналом Фешем, у Рим, де і провела решту життя в палаццо Бонапарте на площі Венеції. Її останки за наказом Наполеона III були перевезені з Італії в Аяччо.

## Сімейство Рамоліно

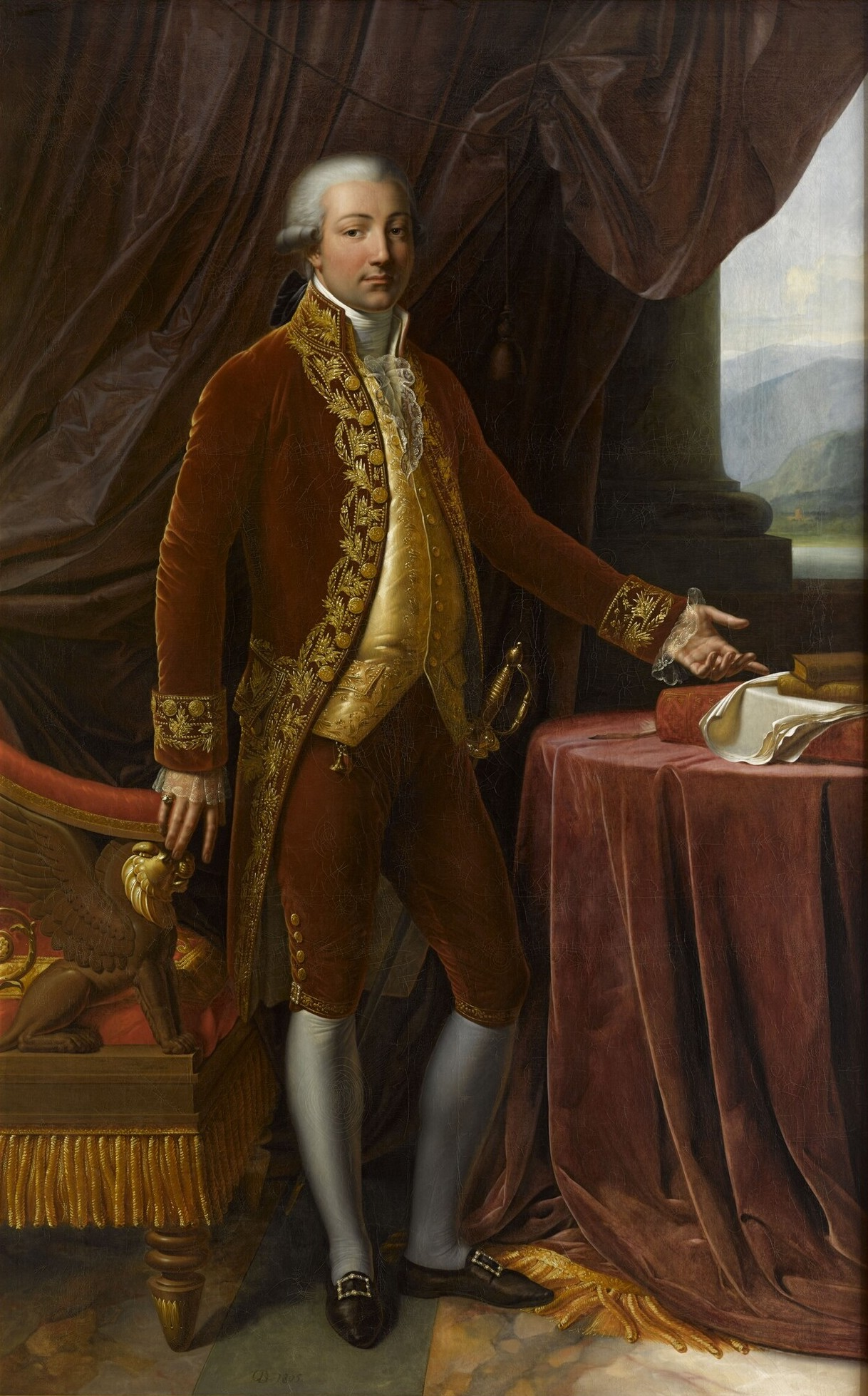
Карло Буонапарте
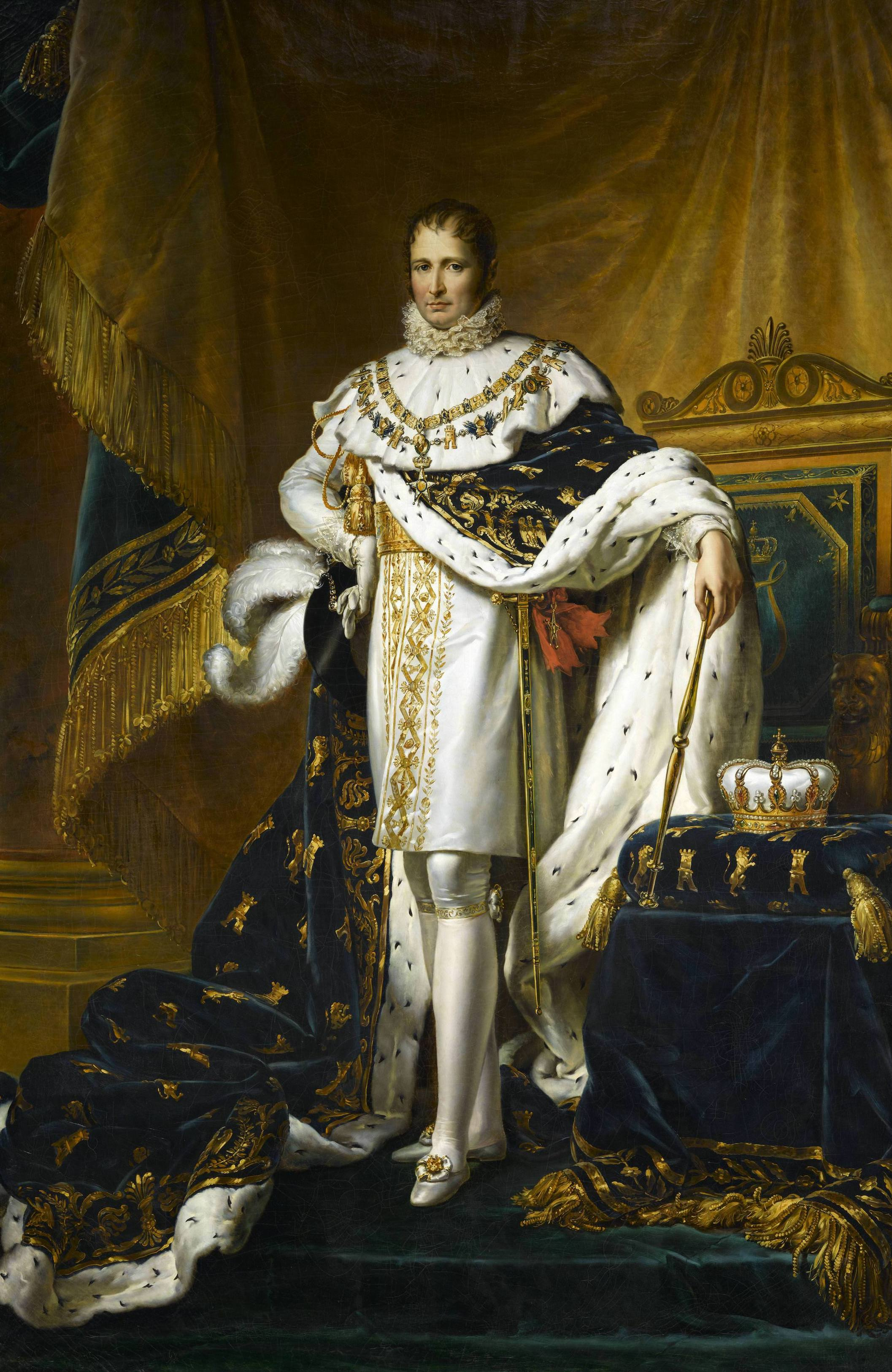
Жозеф Бонапарт
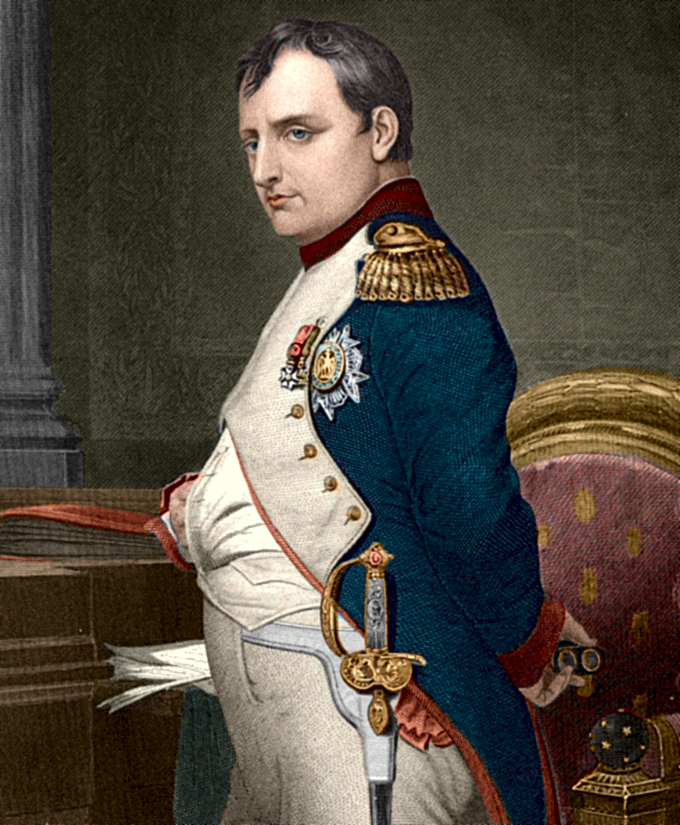
Наполеон І Бонапарт
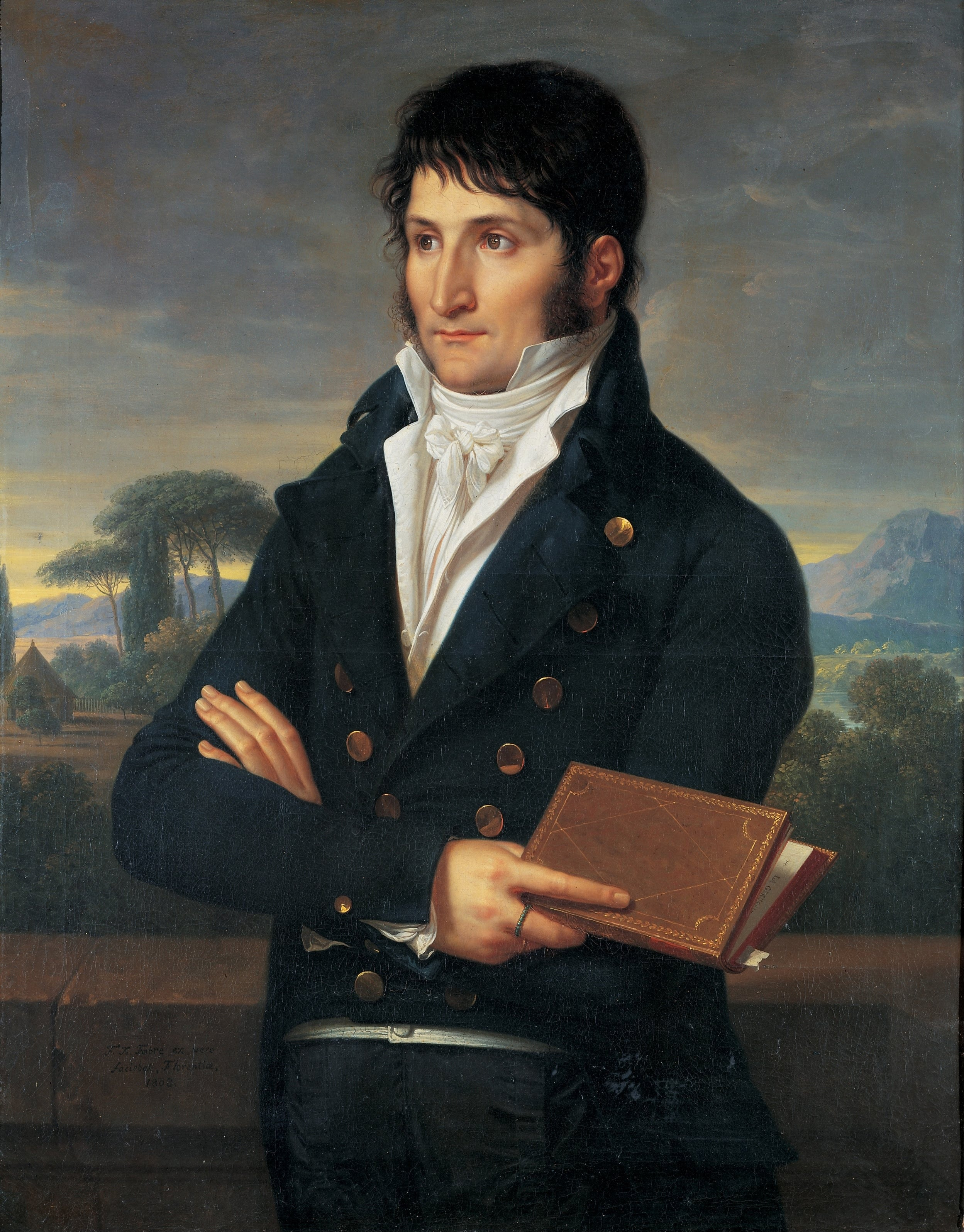
Люсьєн Бонапарт
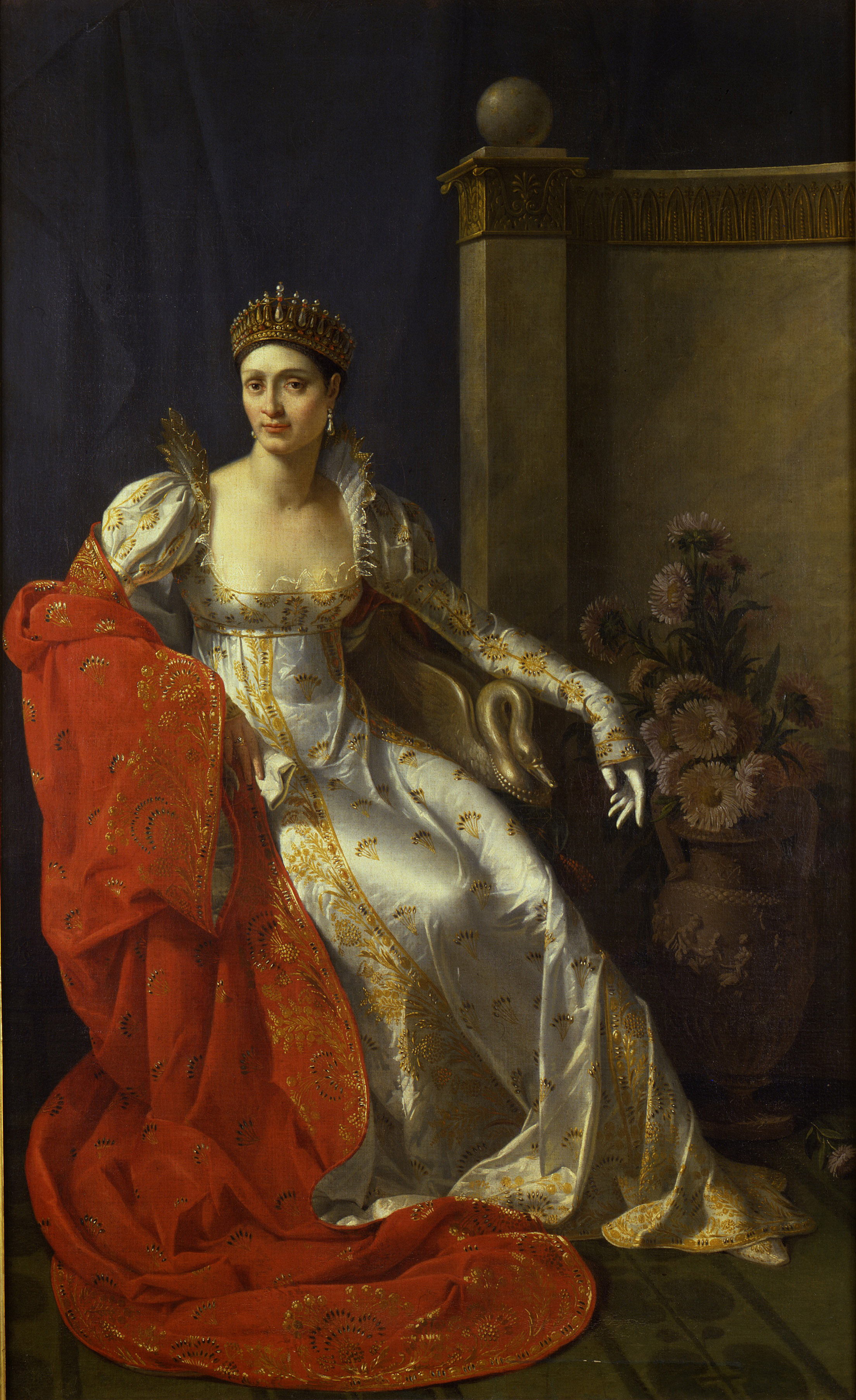
Еліза Бонапарт
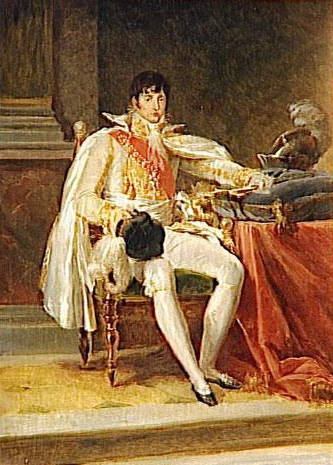
Луї Бонапарт
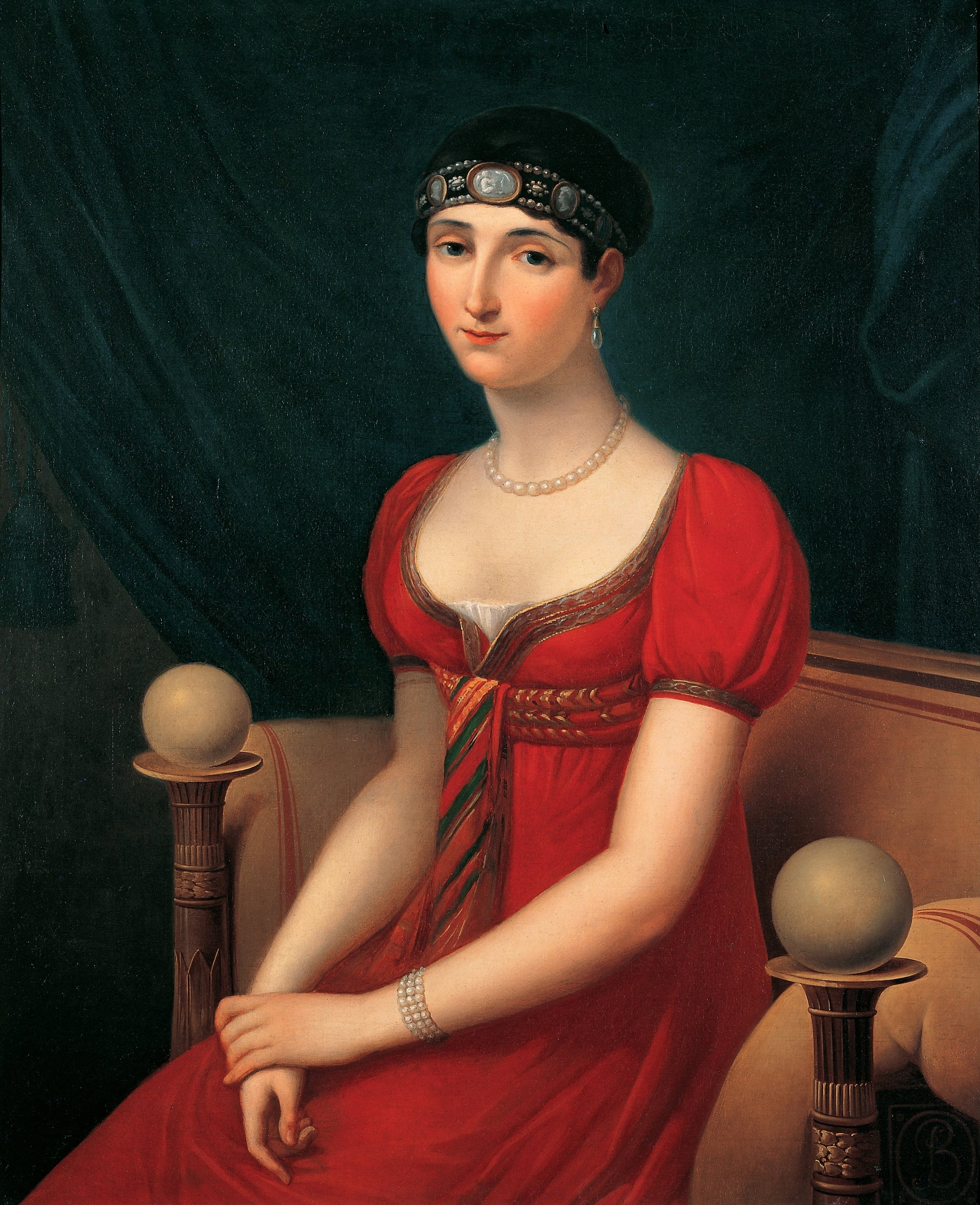
Марія Бонапарт
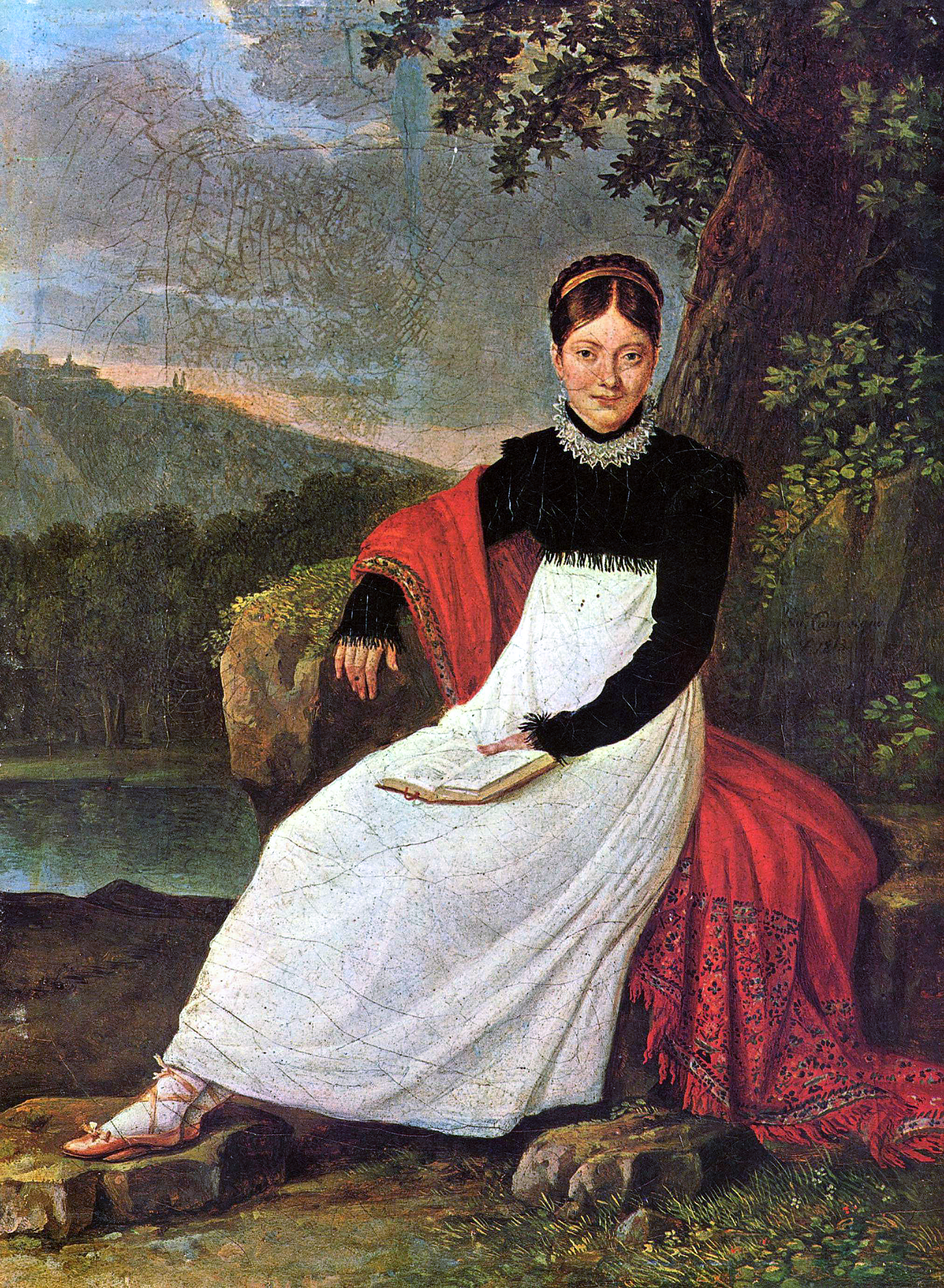
Кароліна Бонапарт
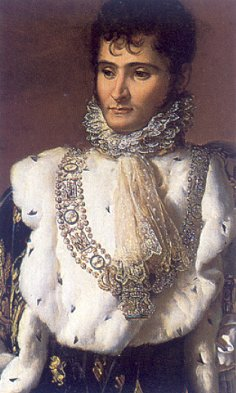
Жером Бонапарт